# Annabella Plumptre
Annabella „Bell“ Plumptre (* 1769 in Norwich; † 18. Dezember 1838 in Rennes) war eine britische Schriftstellerin und Übersetzerin.

## Leben
Annabella Plumptre, die auch auf den Spitznamen „Bell“ hörte, kam 1769 in Norwich als Tochter des anglikanischen Theologen und damaligen Präsidenten des Queens’ College an der University of Cambridge Robert Plumptre (1723–1788) und dessen Ehefrau Anne, geborene Newcome, zur Welt. Ihre ältere Schwester war die Schriftstellerin und Übersetzerin Anne Plumptre (1760–1818), ihr jüngerer Bruder war der Theologe und Dramatiker James Plumptre (1771–1832). Gemeinsam mit ihrer Schwester Anne erhielt sie eine vergleichsweise gute Bildung besonders in den Sprachen, bevor sich die beiden in Norwich dem sogenannten Enfield Circle anschlossen, einer Gruppe lokaler Literaten. Beide Schwestern traten 1791 in einer privaten Aufführung des Dramas Adelaide der gemeinsamen Freundin Amelia Alderson auf, zu dem Plumptres Bruder James einen Prolog verfasst hatte. Die Plumptres kamen zudem in Kontakt mit dem Schriftsteller William Taylor, der ein ausgeprägtes Interesse an deutscher Literatur hatte. Vor diesem Hintergrund wurden sowohl Annabella Plumptre als auch ihre ältere Schwester beide Schriftstellerinnen und Übersetzerin.
In den 1790er Jahren lebten die Plumptre-Schwestern zeitweise weiterhin in Norwich, zeitweise aber auch in London, wo Annabella Plumptre 1796 ihren Debütroman Montgomery; or, Scenes in Wales veröffentlichte. In den nächsten Jahren folgten mehrere Übersetzungen deutscher Dramen und Geschichten, unter anderem von Spieß, Iffland und Kotzebue. Einen zweiten eigenen Roman publizierte Plumptre 1801, in dem sie vorgab, dass die darin enthaltenen Texte Briefe aus einem gestohlenen Postsack seien. Zeitweise arbeitete sie auch als Lehrerin, weshalb sie als Autorin mehr als ihre Schwester hauptsächlich didaktische Motive verfolgte. Dies spiegelte sich nicht nur in den Übersetzungen wieder, sondern auch in einem Band mit eigenen Kurzgeschichten für Kinder, die Plumptre 1804 vorlegte. 1810 veröffentlichte Plumptre ein Kochbuch, das sich nebenbei auch mit anderen Fragen der Haushaltsführung auseinandersetzte. 1818 veröffentlichten die Plumptre-Schwestern eine gemeinsame Sammlung eigener und übersetzter Kurzgeschichten. Anne Plumptre starb noch im selben Jahr. Annabella Plumptre überlebte sie um 20 Jahre, bevor sie Ende 1838 im französischen Rennes verstarb.

## Veröffentlichungen
Romane
- Montgomery; or, Scenes in Wales. Zwei Bände. William Lane, London 1796.
- The Western Mail: being A Selection of Letters Made from the Bag Taken from the Western Mail when it was Robbed by George —, in 17—. J. Mawman, London 1801.

Kurzgeschichten
- Stories for Children: Intended to be Read or Recited to them in the Early Periods of Infancy. J. Mawman, London 1804.
  - Geschichten für Kinder im Kleinkindalter, ihnen vorzulesen oder zu erzählen. Übersetzt und herausgegeben von Martin Bolz. Lit Verlag, Berlin 2008. ISBN 978-3-8258-1268-3.
- mit Anne Plumptre: Tales of Wonder, of Humour, and of Sentiment; Original and Translated. Drei Bände. Henry Colburn, London 1818.

Sachliteratur
- als „A Lady“: Domestic Management; or, The Healthful Cookery-Book. To Which is Prefixed, A Treatise on Diet, as the Surest Means to Preserve, Long Life, &c. with Many Valuable Observations on the Nutritious and Beneficial, as well as the Injurious Effects of Various Kinds of Food; also Remarks on the Wholesome and Pernicious Modes of Cookery. Intended as an Antidote to Modern Errors Therein. To which is added, The Method of Treating such Trifling Medical Cases as Properly Come within the Sphere of Domestic Management. B. Crosby and Co., London 1810.

Übersetzungen
- C. H. Spiess: The Mountain Cottager; or, Wonder upon Wonder [= Mäusefallen und Heckelkrämer]. William Lane, London 1798
- William Augustus Iffland: The Foresters, a Picture of Rural Manners [= Die Jäger]. Vernor and Hood, London 1799.
- Domestic Stories, for the Amusement and Instruction of Children. Im Original von verschiedenen deutschsprachigen Autoren. Vernor and Hood, London 1800.
- Augustus von Kotzebue: The Guardian Angel [= Der Schutzengel]. Vernor and Hood und J. Harris, London 1802.